# Tăura Nouă, Sîngerei
Tăura Nouă este un sat din cadrul comunei Tăura Veche din raionul Sîngerei, Republica Moldova.